# 夏阳乡
夏阳乡是中国福建省三明市明溪县下辖的一个乡。

## 行政区划
夏阳乡共辖16个行政村，分别是：
夏阳村、瓦溪村、良村、溪边村、新坊村、地美村、长兴村、后洋村、杏村、御帘村、旦上村、岭头村、陈坊村、下坂村、紫云村和俞云坂村。

## 中国传统村落
2012年，御帘村被评为首批“中国传统村落”。